# Carl Barât
Carlos Ashley Raphael Barât (Basingstoke, 6 de junho de 1978) é um músico, ator, compositor e escritor inglês. Carl mantém diversos projetos musicais desde o início dos anos 2000, principalmente as bandas The Libertines (junto a Pete Doherty, John Hassall e Gary Powell) e Dirty Pretty Things, além de curadoria musical em festas e bares ao redor do mundo, mas principal e mais regularmente em sua terra natal, a Inglaterra. 
Uma pessoa versátil e criativa, apesar de os Libertines terem tido um longo hiato de 11 anos entre 2004 e 2015, além de ter lançado um álbum solo homônimo em 2010, Carl se mantém em atividade atualmente com a banda "Carl Barât and The Jackals", projetos musicais diversos e até administra, desde 2020, uma hospedagem/espaço cultural chamado "The Albion Rooms", na cidade de Margate, localizada 130km ao leste de Londres, que conta com a hospedagem, um bar e estúdio de gravação.

## Infância e juventude
Carl Barât nasceu em Basingstoke, Inglaterra em 6 de junho de 1978, e passou a maior parte de sua infância em Whitchurch, Hampshire. Em uma entrevista de dezembro de 2004 na Revista Blender, Barât mencionou ter etnia francesa, russa e polonesa. Quando jovem, Barât dividiu seu tempo entre seus pais divorciados. Seu pai, um futuro artista, trabalhava em uma fábrica de armamento, e sua mãe, Chrissie, era parte de um grupo de moradia de contracultura e membro de grupos pacifistas como a Campanha do Desarmamento Nuclear. Barât passou parte de sua vida morando com sua mãe em um comunidade em Somerset. Ele tinha uma irmã, que atuava e cantava, Lucie Barât, que interpretava a serva de Helena no filme Troy (2004), e é a atual cantora do The Fay Wrays.

## The Libertines
Em 1997, Carl Barât formou, junto a seu colega de apartamento em Londres, Pete Doherty, a que é considerada por muitos críticos a mais influente banda inglesa desde os Smiths. A banda, centrada na parceria lírica de Barât e Doherty, também inclui John Hassall (baixo) e Gary Powell (bateria). O grupo fez parte do movimento post-punk revival, sendo considerado o seu pioneiro no Reino Unido.
A banda ganhou grande notoriedade na cena britânica no início dos anos 2000. Apesar do seu sucesso mainstream ter sido inicialmente limitado, a sua popularidade rapidamente aumentou, culminando com um single e um álbum respectivamente em segundo e primeiro lugares nas paradas britânicas. Em Dezembro de 2004, o seu álbum homônimo, o segundo da banda, foi votado como o segundo melhor álbum do ano pela revista britânica NME. Ambos os seus LPs foram produzidos por Mick Jones, icônico guitarrista da banda de punk rock britânica The Clash.
Apesar do sucesso junto da crítica, a sua música era diversas vezes eclipsada pelos seus conflitos internos, decorrentes principalmente dos subsequentes problemas de Doherty e Barât com o abuso de drogas, o que levou a diversos desentendimentos entre ambos. Eventualmente, em 2004, a banda anunciou o encerramento de suas atividades.

## Pós-Libertines
Em 2005, Barât passou por uma cirurgia para remover um tumor atrás da orelha e passou várias semanas se recuperando da operação. O resultado da cirurgia e do tumor deixou o cantor parcialmente surdo.
Em 17 de abril de 2006, Barât disse sobre a dependência de drogas de Doherty, "é muito triste e eu gostaria que ele fosse resolver o problema. Que eu realmente gostaria de trabalhar com ele novamente algum dia. Eu não nego isso, mas eu não o vi realmente."
Em 26 de Setembro de 2014, Carl lança um novo single chamado "Glory Days" pela "Cooking Vinyl Records" de Los Angeles. O álbum com o single será lançado em 2015 sob o nome de "Carl Barât & The Jackals" constando com diversas participações de outros músicos, como o percussionista dos Beastie Boys, Alfredo Ortiz.